# South Walls
South Walls (11 km²) è un'isola sull'Oceano Atlantico della Scozia nord-orientale, facente parte dell'arcipelago delle Isole Orcadi. Conta una popolazione pari a circa 60 abitanti.
Le località dell'isola sono Longhope (centro principale), Wyng e Hackness.

## Geografia

### Collocazione
South Walls si trova a sud dell'isola di Hoy e a sud-ovest dell'isola di Flotta.

### Territorio
L'isola raggiunge un'elevazione massima di 57 m s.l.m.

## Monumenti e luoghi d'interesse
Tra gli edifici d'interesse dell'isola figurano il faro di Longhope e un memoriale dedicato alle vittime di una sciagura navale avvenuta nel 1969.

## Economia
La popolazione dell'isola vive prevalentemente di agricoltura.

## Trasporti
South Walls è collegata da un ponte all'isola di Hoy.